# Koncze-daria
Koncze-daria (chiń. 孔雀河; pinyin Kǒngquè Hé; ujg. Konqi därya) – rzeka w zachodnich Chinach, w regionie Sinciang, na skraju Kotliny Kaszgarskiej. Wypływa z jeziora Bosten Hu, uchodzi okresowo do jeziora Lob-nor lub do rzeki Tarym. Jej długość wynosi ok. 550 km, powierzchnia jej dorzecza to 184,4 tys. km². Tworzy system odnóg połączonych kanałami.